# Klára Seidlová
Klára Seidlová (* 10. März 1994) ist eine tschechische Sprinterin.

## Sportliche Laufbahn
Erste internationale Erfahrungen sammelte Klára Seidlová 2011 bei den Junioreneuropameisterschaften in Tallinn, bei denen sie mit der 4-mal-100-Meter-Staffel im Vorlauf nicht das Ziel erreichte. Zwei Jahre später gewann sie bei den Junioreneuropameisterschaften in Rieti und gewann dort in 11,88 s im 100-Meter-Lauf die Bronzemedaille, gelangte über 200 Meter nach 24,16 s auf den sechsten Platz und schied mit der Staffel erneut im Vorlauf aus. 2017 qualifizierte sie sich für die Halleneuropameisterschaften in Belgrad und erreichte dort das Halbfinale im 60-Meter-Lauf, in dem sie dann mit 7,43 s ausschied. Auch bei den Leichtathletik-Hallenweltmeisterschaften 2018 gelangt sie bis in das Halbfinale und schied dort mit 7,355 s aus. Im August nahm sie über 100 Meter an den Europameisterschaften in Berlin teil und schied dort mit 11,63 s in der ersten Runde aus, wie auch mit der Staffel mit 44,12 s. Im Jahr darauf schied sie bei den Halleneuropameisterschaften in Glasgow mit 7,41 s im Halbfinale aus und bei den Europaspielen in Minsk erreichte sie über 100 Meter in 11,69 s Rang zwölf. Zuvor schied sie bei den World Relays in Yokohama mit 44,67 s im Vorlauf aus.
2017 und 2019 wurde Seidlová tschechische Meisterin im 100-Meter-Lauf sowie 2012 und 2019 in der 4-mal-100-Meter-Staffel. In der Halle war sie 2014 mit der 4-mal-200-Meter-Staffel siegreich sowie 2018 und 2019 auch über 60 Meter.

## Persönliche Bestleistungen
- 100 Meter: 11,38 s (+1,6 m/s), 26. Juli 2019 in Brünn
  - 60 Meter (Halle): 7,23 s, 17. Februar 2018 in Prag (tschechischer Rekord)
- 200 Meter: 23,66 s (−0,1 m/s), 11. Juni 2017 in Třinec
  - 200 Meter (Halle): 24,42 s, 24. Januar 2017 in Prag